# Ernst Jäckh

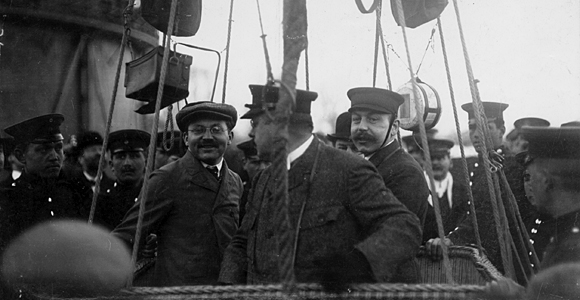
Ernst Jäckh am 14. März 1909 beim Aufstieg des Ballons (rechts)

Ernst Friedrich Wilhelm Jäckh (* 22. Februar 1875 in Urach; † 17. August 1959 in New York City) war Journalist, Geschäftsführer des Deutschen Werkbundes, Publizist, und Hochschullehrer an der Deutschen Hochschule für Politik in Berlin, dem New Commonwealth Institute in London und der Columbia University in New York City. Bekannt wurde Jäckh v. a. für sein Engagement für eine liberale parlamentarische Demokratie in Deutschland nach 1918 und für seine propagandistische Unterstützung der jungtürkischen Revolution in deutschen Medien.

## Leben

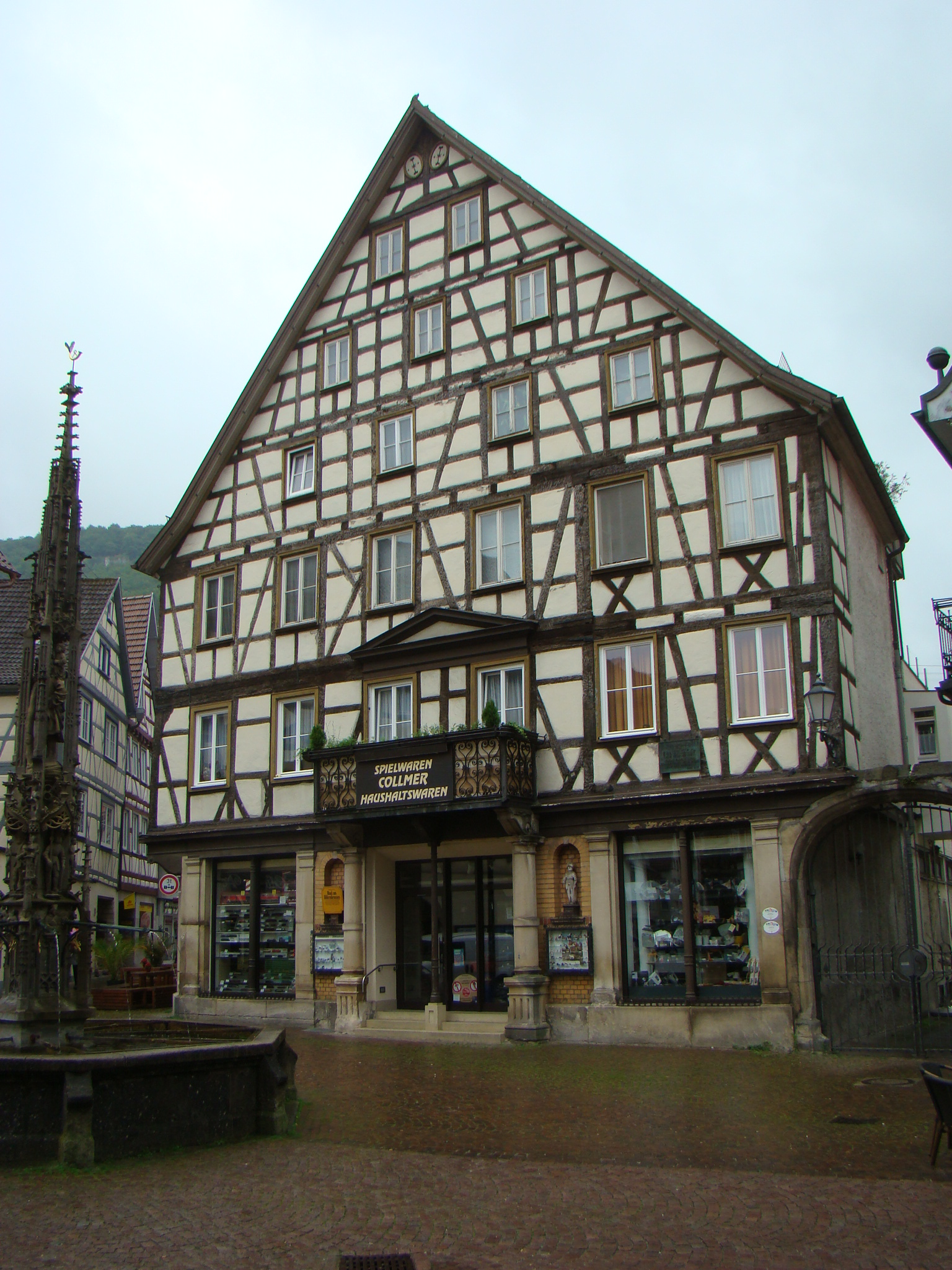
Jäckhs Geburtshaus am Röhrenbrunnen in Bad Urach

Ernst Jäckh wurde als Sohn des Kaufmanns Ludwig Jäckh und der Caroline Borst geboren. Er wurde auf dem Gymnasium in Stuttgart und dem evangelisch-theologischen Seminar in Maulbronn und Blaubeuren erzogen. Er studierte ab 1883 Sprach- und Literaturgeschichte sowie Philosophie an der Technischen Hochschule Stuttgart, wo er Mitglied des Corps Bavaria wurde, und den Universitäten Genf, Breslau, München und Heidelberg, wo er 1899 promoviert wurde. Von 1902 bis 1912 war er Chefredakteur der Heilbronner Neckar-Zeitung. Auf eine Reise ins Osmanische Reich 1909, die er auf Anregung von Friedrich Naumann und Alfred von Kiderlen-Waechter unternahm, folgte die Veröffentlichung des Buches Der aufsteigende Halbmond. Auf dem Weg zum deutsch-türkischen Bündnis, mit dem Plädoyer für eine ökonomische und kulturelle Expansion Deutschlands im Orient. Jäckh gründete gemeinsam mit Peter Bruckmann den Heilbronner Goethebund, mit dessen Unterstützung 1911–1913 das Stadttheater Heilbronn entstand.
1912 folgte Jäckh Bruckmann nach Berlin und engagierte sich beim Deutschen Werkbund, dessen Vorsitzender er 1932 als Nachfolger Bruckmanns wurde. Kurz vor Ausbruch des Ersten Weltkrieges arbeitete er, wie auch Paul Rohrbach, in der Nachrichtenabteilung des Reichsmarineamtes unter der Leitung von Heinrich Löhlein.
Seit 1914 war er in diesem Zusammenhang auch Herausgeber der Zeitungen Das Größere Deutschland und Deutsche Politik (gemeinsam mit Paul Rohrbach), sowie der Deutschen Orientbücherei, zu deren Autoren u. a. der junge Zionist Nahum Goldmann und der deutsch-türkische Journalist Friedrich Schrader zählten. Im Ersten Weltkrieg war er zeitweise Vorstandsmitglied der Deutsch-Türkischen Vereinigung. Jäckh gab außerdem von 1914 bis 1917 in der Deutschen Verlags-Anstalt die Reihe Deutscher Krieg – Politische Flugschriften heraus, in deren 97 Ausgaben zahlreiche Intellektuelle und Politiker unterschiedlicher Parteien den Krieg begründeten und deuteten.
1920 gründete Jäckh mit zahlreichen demokratisch gesinnten Intellektuellen, u. a. dem jungen Theodor Heuss, dem Historiker Friedrich Meinecke und dem preußischen Kultusminister und Islamwissenschaftler Carl Heinrich Becker, die Deutsche Hochschule für Politik in Berlin, und engagierte sich mit ihnen für einen Beitritt Deutschlands in den Völkerbund, sowie für die junge Weimarer Republik. 1930 veröffentlichte er die Schrift Politik als Wissenschaft.
Nach der Machtübernahme der Nationalsozialisten 1933 emigrierte Jäckh nach London, wo er von 1933 bis 1940 am Commonwealth Institute tätig war und ein transatlantisches Bündnis gegen die kommunistische Sowjetunion konzipierte. 1940 folgte er dem Ruf an die Columbia University in New York City; daneben ging er einer diplomatischen Tätigkeit für Großbritannien nach. In London leitete er die Nahostabteilung des Britischen Informationsministeriums, ein Mitarbeiter von ihm war Eugen Mittwoch. An der Columbia University war er 1948 an der Gründung von deren Middle East Institute beteiligt.
1954 veröffentlichte Jäckh seine Memoiren unter dem Titel Der goldene Pflug. Lebensernte eines Weltbürgers. Der Titel nimmt Bezug auf den Namen des Hauses seines Großvaters mütterlicherseits an der Hauptstraße 11 in Göppingen, ein Kaufmannshaus mit Gaststätte, das seit 1782 Der goldene Pflug hieß und mit dem Wahrzeichen geschmückt war, das auch auf dem Bucheinband geprägt ist. Das Zeichen wurde 2014 restauriert.

## 1914: Für eine Djihadisierung des Islam
Wolfgang G. Schwanitz hat Jäckhs Rolle 1914 beleuchtet: Zum Beginn des Ersten Weltkriegs gab es in Deutschland ein sogenanntes Türkenfieber, der Kaiser und Experten im Auswärtigen Amt hofften, das Osmanische Reich auf ihre Seite ziehen zu können. Im Kriegsrausch sahen viele Deutsche den Islam als rettenden Faktor an. So forderte Max von Oppenheims Gesinnungsgenosse Jäckh, zunächst als Wunsch:
Die Fahne des Propheten müsste den Panislam zum vernichtenden Hass aufrufen gegen die englische und französische Fremdherrschaft von Indien bis Marokko!
Anfang November 1914, knapp eine Woche vor dem Kriegseintritt des Osmanischen Reiches, beschrieb er das dann bereits als Tatsache:
Wer in diesen Tagen in Konstantinopel in die Räume des Generalissimus Enver Pascha hineinblicken konnte, der konnte dort die Abgesandten der fernsten und wildesten Stämme aus Afrika und aus Asien sehen, freudig bereit zum Schwur auf das Schwert des Kalifen, das gegen Rusland, gegen England und gegen Frankreich ausholt für Deutschland; der musste aber auch über die weitreichende Organisation staunen, die den Islam bereits belebt und stärkt.
Mit „Organisation“ meint Jäckh die geheimdienstlichen Aktivitäten, die er und Oppenheim als Protagonisten in Arabien entfalteten, um Aufstände gegen die Entente-Kolonialmächte zu schüren.

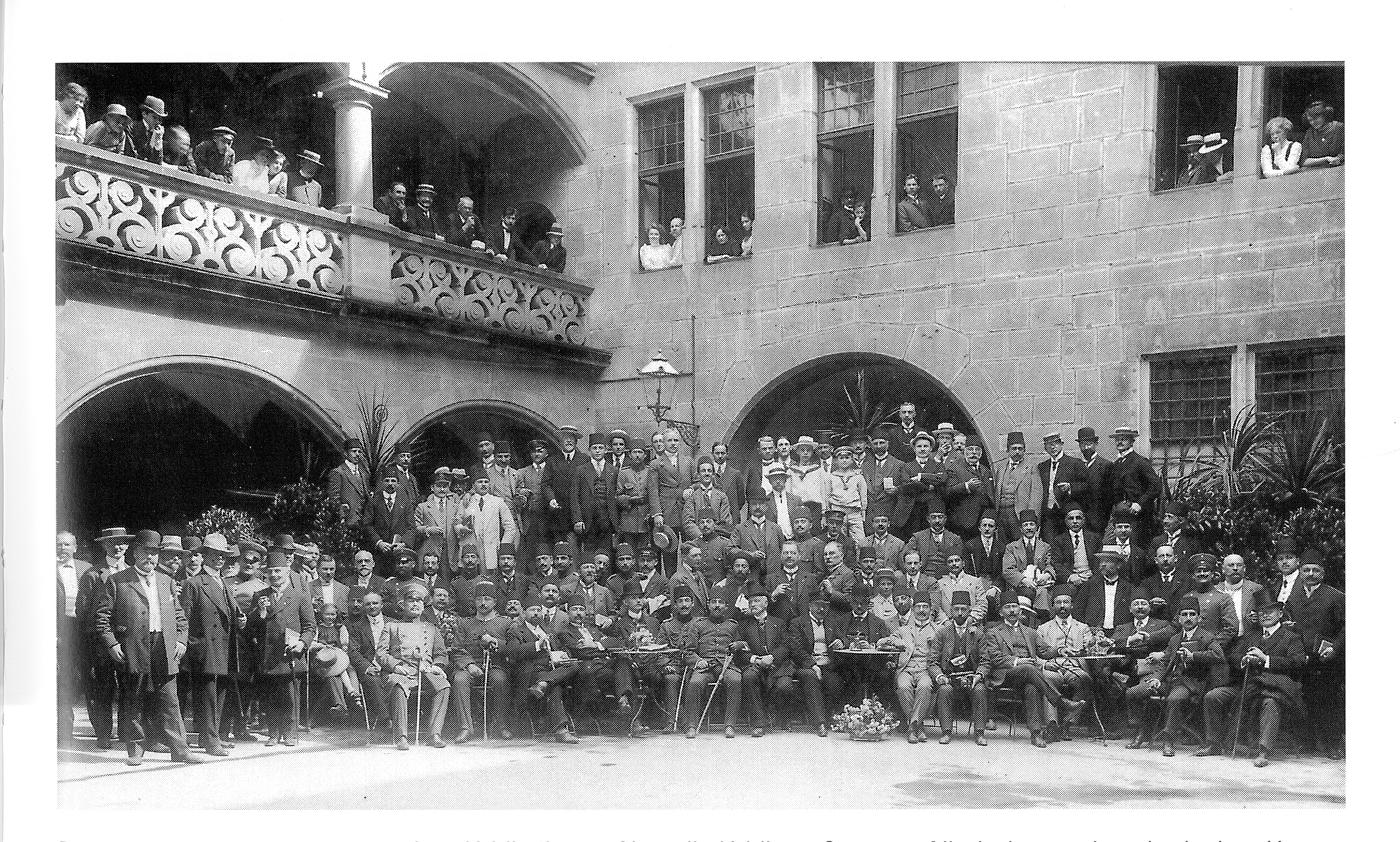
Rathaus-Innenhof mit dem Vertrauten der Jungtürken Ernst Jäckh und türkischer Studienkommission in Heilbronn, am 8. Juli 1911. Jäckh steht in der Mitte im Hintergrund (hinter ihm die an der Wand befestigte Lampe), mit dem abgenommenen Hut in seiner rechten Hand.

## Kritik
Der in Istanbul seit 1891 lebende und dort seit langem an US-amerikanischen, armenischen und deutschen Bildungseinrichtungen tätige deutsche Sozialdemokrat Friedrich Schrader (stellvertr. Chefredakteur des Osmanischen Lloyd und Korrespondent der Frankfurter Zeitung) stand zusammen mit seinem Kollegen Paul Weitz, dem langjährigen Chefkorrespondenten der Frankfurter Zeitung in Konstantinopel, den Aktivitäten Jäckhs in der Türkei sehr kritisch gegenüber. Durch die Politik der „Jihadisierung“ und der Propagierung eines türkischen ethnischen Nationalismus durch Jäckh und seine rechtskonservativen Mitstreiter wie Hans Humann sahen Schrader und Weitz die von ihnen seit langem betriebene Modernisierung der damals noch multi-ethnischen osmanischen Gesellschaft nach der jungosmanischen Revolution von 1908 massiv gefährdet. Schrader, der sich 1919 im SPD-Theorieorgan Die Neue Zeit kritisch mit der Politik der Jungtürken und der deutschen Nahostpolitik auseinandersetzte, übte im selben Jahr in einer anderen Publikation scharfe Kritik an Ernst Jäckhs Forderung, „türkischer als der Türke“ zu sein, und warnte eindringlich vor der Propagierung und Unterstützung ethnisch-nationalistischer Ideologien im Nahen Osten durch die deutsche Politik:
„Wir dürfen auch im Ausland nicht, wie wir bisher getan haben, stets zu der Partei halten, die es auf Vergewaltigung wichtiger Kulturelemente zugunsten der eigenen nationalen Vorherrschaft abgesehen hat. Das wird sich stets rächen, wie es sich in der Türkei gerächt hat. Wir hätten nicht türkischer sein dürfen als der Türke.“

## Werke (Auswahl)
- Der aufsteigende Halbmond. DVA, Stuttgart 1909, 1914 (Jäckhs „Klassiker“ über die Türkei wurde später überarbeitet und in den USA auf Englisch publiziert, s. u.).
- Im türkischen Kriegslager durch Albanien. 1911 (Bilder aus der Veröffentlichung: http://www.albanianphotography.net/jaeckh/).
- Deutschland im Orient nach dem Balkankrieg. 1913.
- Die deutsch-türkische Waffenbrüderschaft. Heft 24 der von Jäckh herausgegebenen Reihe Der deutsche Krieg – Politische Flugschriften. Stuttgart und Berlin 1915. [Volltext Landesbibliothek Oberösterreich]
- (Hrsg.) Der Deutsche Krieg. Politische Flugschriften. Deutsche Verlags-Anstalt, Stuttgart und Berlin 1914–1917 [Wikisource]
- Politik als Wissenschaft. 1930.
- The Rising Crescent, Farrar & Rinehart, New York (NY)/Toronto 1944.
- Der goldene Pflug. Lebensernte eines Weltbürgers, Stuttgart: Deutsche Verlags-Anstalt 1954.